# Ahmad Elrich
Ahmad Elrich, né le 30 mai 1981 à Sydney en Australie, est un footballeur international australien évoluant au poste de milieu offensif au Rydalmere Lions. Il est le frère aîné de Tarek Elrich.

## Biographie

### Carrière en équipe nationale
Le 19 février 2004, Ahmad reçoit sa première sélection avec l'Australie au cours d'un match amical contre le Venezuela (1-1). Il entre en jeu à la place de Stan Lazaridis à la 28e minute de jeu. Le 2 juin 2004, il marque son premier but en équipe d'Australie lors du match de la Coupe d'Océanie 2004 face aux Fidji (6-1).
Il compte 17 sélections et 5 buts avec l'équipe d'Australie entre 2004 et 2006.

## Palmarès
- Vainqueur de la Coupe d'Océanie en 2004 avec l'équipe d'Australie

## Statistiques

### Statistiques en club
| Saison                | Club                   | Championnat            | Championnat | Championnat | Coupe(s) nationale(s) | Coupe(s) nationale(s) | Compétition(s) continentale(s) | Compétition(s) continentale(s) | Compétition(s) continentale(s) | Australie | Australie | Total | Total |
| Saison                | Club                   | Division               | M.          | B.          | M.                    | B.                    | Comp.                          | M.                             | B.                             | M.        | B.        | M.    | B.    |
| 1999                  | Parramatta Eagles      | NSW Premier League     | 9           | 0           | -                     | -                     | -                              | -                              | -                              | -         | -         | 9     | 0     |
| 1999 - 2000           | Parramatta Power       | National Soccer League | 21          | 1           | -                     | -                     | -                              | -                              | -                              | -         | -         | 21    | 1     |
| 2000 - 2001           | Parramatta Power       | National Soccer League | 24          | 2           | -                     | -                     | -                              | -                              | -                              | -         | -         | 24    | 2     |
| 2001 - 2002           | Parramatta Power       | National Soccer League | 22          | 2           | -                     | -                     | -                              | -                              | -                              | -         | -         | 22    | 2     |
| 2002 - 2003           | Parramatta Power       | National Soccer League | 32          | 10          | -                     | -                     | -                              | -                              | -                              | -         | -         | 32    | 10    |
| 2003 - 2004           | Parramatta Power       | National Soccer League | 20          | 4           | -                     | -                     | -                              | -                              | -                              | 7         | 1         | 27    | 5     |
| 2004                  | Busan I'Cons           | K League               | 10          | 1           | -                     | -                     | -                              | -                              | -                              | 5         | 3         | 15    | 4     |
| 2005 - 2006           | Fulham                 | Premier League         | 6           | 0           | 3                     | 0                     | -                              | -                              | -                              | 3         | 0         | 12    | 0     |
| 2006                  | Lyn Oslo               | Tippeligaen            | 6           | 1           | -                     | -                     | -                              | -                              | -                              | 1         | 1         | 7     | 2     |
| 2006 - 2007           | Fulham                 | Premier League         | 0           | 0           | -                     | -                     | -                              | -                              | -                              | 1         | 0         | 1     | 0     |
| 2007 - 2008           | Wellington Phoenix     | A-League               | 13          | 1           | -                     | -                     | -                              | -                              | -                              | -         | -         | 13    | 1     |
| 2008 - 2009           | Central Coast Mariners | A-League               | 3           | 0           | -                     | -                     | ACL                            | 4                              | 0                              | -         | -         | 7     | 0     |
| 2009 - 2010           | Central Coast Mariners | A-League               | 12          | 1           | -                     | -                     | -                              | -                              | -                              | -         | -         | 12    | 1     |
| Total sur la carrière | Total sur la carrière  | Total sur la carrière  | 178         | 23          | 3                     | 0                     | -                              | 4                              | 0                              | 17        | 5         | 202   | 28    |

### Buts en sélection
Le tableau suivant liste les résultats de tous les buts inscrits par Ahmad Elrich avec l'équipe d'Australie.